# 让-马克·范登布鲁克
让-马克·范登布鲁克（法語：Jean-Marc Vanden-Broeck；1951年9月11日—）是一名比利時裔英國數學家。他是倫敦大學學院應用數學教授。

## 早年生活和教育
范登布鲁克1951年9月11日出生於比利時列日。他於1974年獲得列日大學工程學和物理學學位，1975年獲得海洋學學位。之後，他成為澳大利亞阿德萊德大學的博士生，與厄尼·塔克（Ernie Tuck）和倫納德·施瓦茨（Leonard Schwartz）共事。他的博士論文題為《經過半無限體的二維非線性自由表面流》，於1978年通過答辯，並獲得威廉-庫爾羅斯科學研究獎。

## 學術生涯
在澳大利亞做了短暫的博士後後，范登布鲁克移居美國，1978年至1979年在紐約科朗數學研究所擔任高級研究員，1979年至1981年在史丹佛大學擔任類似職務。在那裡，他與約瑟夫·凱勒開始了卓有成效的合作。他们对茶壶边界层分离的研究荣获1999年搞笑诺贝尔物理学奖。之後，他來到威斯康辛大學麥迪遜分校，並於1987 年成為該校的正教授。范登布鲁克在威斯康辛大學麥迪遜分校一直工作到1998年，之後他返回歐洲，在英國諾里奇的東英吉利大學擔任應用數學教授。2007年，他來到倫敦大學學院，擔任應用數學教授至今。
除上述職位外，范登布鲁克還在世界各地多所大學擔任客座教授，包括1993年至1994年在以色列特拉維夫大學擔任客座教授，2001年在紐約市立大學柏魯克分校擔任魏斯曼客座教授，2019年在法國尼斯大學擔任蒙特爾講座教授。自1999年以來，他一直擔任新澤西理工學院的研究教授。范登布鲁克有許多研究生，其中包括埃爾辛·厄祖烏爾盧（Ersin Özuğurlu）、本·賓德（Ben Binder）、高弢（Tao Gao）和亞歷克斯·多克（Alex Doak），他還指導和聯合指導了許多博士後，包括埃米利安·帕勞（Emilian Parau）、德米特里·采盧伊科（Dmitri Tseluiko）、王展和奧爾加·特里奇琴科（Olga Tritchtchenko）。
范登布鲁克在倫敦和巴黎兩地生活。他的妻子是邏輯學家米爾娜·扎莫尼亚（Mirna Dzamonja）。他們的女兒埃達·范登布鲁克（Ada Vanden-Broeck）出生於2006年。

## 研究工作
范登布鲁克從事應用數學、流體力學和科學計算方面的工作。他因研究自由邊界問題而知名。這些問題涉及求解域中的偏微分方程，其形狀是求解的一部分。這些問題出現在各種應用中，例如波在兩種流體的界面上傳播、氣泡在流體中上升以及腫瘤生長。在數學上，自由邊界問題因其非線性而極具挑戰性。他開發了高效、精確的邊界積分方程方法，用於解決流體力學中出現的自由邊界問題。
這項工作的一個重要見解是表面張力的影響，他發現有一類問題，在忽略表面張力時有連續的解，但在考慮表面張力時只有一組離散的解。此外，當表面張力趨近於零時，這個離散解集會簡化為唯一解。他因研究赫勒-肖爾細胞的指法而知名。他最近的研究涉及三維自由表面流動和三維孤波的發現，以及研究電場對界面流動的影響。
截至2023年9月，范登布鲁克發表的論文超過300篇，並著有《重力-毛細管自由表面流》（Gravity-Capillary Free Surface Flows）一書。他的著作經常被引用，根據谷歌學術頁面（2023年9月），他的h指數為47。他的許多論文可在他位於倫敦大學學院的個人網站上查閱。

## 部分出版
- Gravity-Capillary Free Surface Flows, book, Cambridge University Press, 2010
- Fingers in a Hele-Shaw Cell with Surface Tension （页面存档备份，存于）, 1983
- Solitary and periodic gravity capillary waves of finite amplitude （页面存档备份，存于） (with JK Hunter), 1983
- Solitary waves in water of infinite depth and related free surface flows (with F Dias), 1992
- Numerical calculations of the free-surface flow under a sluice gate （页面存档备份，存于）, 1997
- Nonlinear three-dimensional gravity-capillary solitary waves （页面存档备份，存于） (with MJ Cooker and EI Parau), 2005
- New hydroelastic solitary waves in deep water and their dynamics （页面存档备份，存于） (with T Gao and Z Wang), 2016
- Non-wetting impact of a sphere onto a bath and its application to bouncing droplets （页面存档备份，存于） (with CA Galeano-Rios and PA Milewski), 2017
- New exotic capillary free-surface flows (with A Doak), 2019

## 外部連結
- Mirna Dzamonja's web site
- A special issue of IMA Journal of Applied Mathematics in honour of JM Vanden-Broeck's 60th birthday （页面存档备份，存于）, vol. 78, issue 4 (P. Milewski and D. Papageorgiu, editors), August 2013
- Prof. Vanden-Broeck's web site （页面存档备份，存于） at UCL including many of his papers
- Vanden-Broeck's google scholar profile （页面存档备份，存于）